# Katarina Kresal
Katarina Kresal (* 28. ledna 1973, Lublaň) je slovinská politička.

## Životopis
Narodila se v Lublani, kde absolvovala gymnázium a v roce 1996 právnickou fakultu. V roce 1999 složila státní advokátní zkoušku.
Původně byla zaměstnána jako stážistka u vrchního soudu v Lublani, poté pracovala jako konzultantka pro hospodářské spory na okresním soudu v Lublani. Následně působila jako advokátka u soukromých společností. Specializuje se na obchodní, insolvenční a autorské právo.
30. června 2007 byla zvolena předsedkyní Liberální demokracie Slovinska. V květnu 2008 byla zvolena místopředsedkyní Liberální internacionály a ve stejném roce vydala knihu Rok v politice.
V roce 2008 byla zvolena poslankyní Státního shromáždění a v listopadu 2008 byla jmenována ministryní vnitra ve vládě Boruta Pahora.
V roce 2009 navštívila služebně i Českou republiku.
Auditorské zprávy Rozpočtového soudu Republiky Slovinsko ze srpna 2011 vyslovily výhrady k některým výdajům ministerstva vnitra, následně protikorupční komise došla k závěru, že při stavbě sídla Národního úřadu pro vyšetřování došlo ke korupčnímu jednání. Po vyslovení takového podezření Kresal bezprostředně oznámila úmysl rezignovat, avšak její demisi premiér Pahor nejprve nepřijal. Nakonec o její rezignaci formálně informoval Státní shromáždění, vedením rezortu vnitra byl poté 2. září pověřen ministr spravedlnosti Aleš Zalar.